# Norvège aux Jeux olympiques d'été de 1936
La Norvège participe aux Jeux olympiques d'été de 1936 à Berlin. 70 athlètes norvégiens, 68 hommes et 2 femmes, ont participé à 43 compétitions dans 12 sports. Ils y ont obtenu six médailles : une d'or, trois d'argent et deux de bronze.

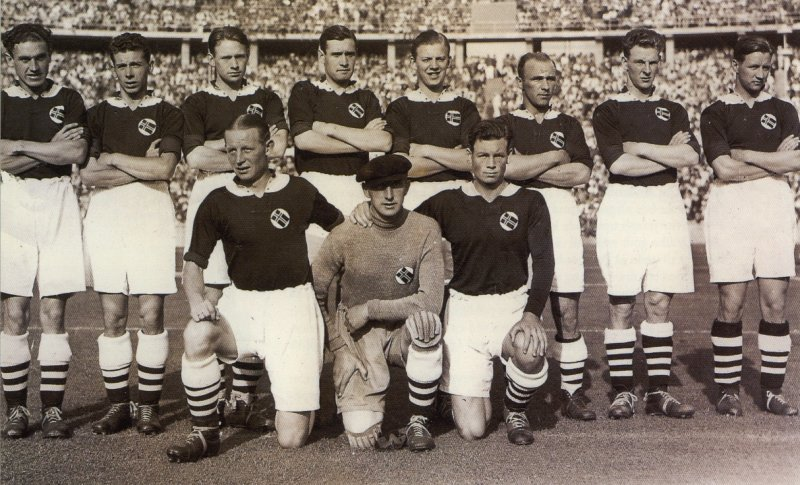
L'équipe de football norvégienne médaillée de bronze.

## Médailles
| Médaille | Discipline | Épreuve                        | Athlète | Performance | Date |
| -------- | ---------- | ------------------------------ | --- | ----------- | ---- |
| Or       | Tir        | 50 m carabine position couchée | Willy Røgeberg |             |      |
| Argent   | Voile      | 6 m JI (mixte)                 | Magnus Konow Karsten Konow Frederik Meyer Vaadjuv Nyquist Alf Tveten |             |      |
| Argent   | Voile      | 8 m JI (mixte)                 | John Ditlev-Simonsen Olaf Ditlev-Simonsen Hans Struksnæs Lauritz Schmidt Nordahl Wallem Jacob Tullin Thams |             |      |
| Argent   | Boxe       | Poids moyens (-72.6 kg)        | Henry Tiller |             |      |
| Bronze   | Boxe       | Poids lourds (+79.4 kg)        | Erling Nilsen |             |      |
| Bronze   | Football   |                                | Henry Johansen, Øivind Holmsen, Nils Eriksen, Frithjof Ulleberg, Jørgen Juve, Rolf Holmberg, Magdalon Monsen, Reidar Kvammen, Alf Martinsen, Odd Frantzen, Arne Brustad, Sverre Hansen, Fredrik Horn, Magnar Isaksen |             |      |